# Covrigi, Gorj
Covrigi este un sat în comuna Văgiulești din județul Gorj, Oltenia, România.

## Vezi și
- Biserica de lemn din Covrigi

 Acest articol despre o localitate din județul Gorj este deocamdată un ciot. Puteți ajuta Wikipedia prin completarea lui.